# Jamal Musiala
Jamal Musiala (Stuttgart, 26 de febrero de 2003) es un futbolista alemán que juega como centrocampista en el Bayern de Múnich de la 1. Bundesliga. Es internacional con la selección de fútbol de Alemania.

## Trayectoria

### Inicios
Nacido en Stuttgart, Alemania, de padre nigeriano-británico y madre alemana, pasó gran parte de su infancia en Inglaterra, a donde se mudaría con su familia a la edad de siete años. Tras pasar cuatro meses en las inferiores del Southampton, se movió a las inferiores del Chelsea. El progreso de Musiala fue tan rápido que debutó con el equipo sub-18 del Chelsea a la edad de quince años, dos meses y trece días.

### Bayern de Múnich
En julio de 2019 dejó el Chelsea para unirse al Bayern de Múnich Junior. El 3 de junio de 2020 hizo su debut profesional saliendo desde el banquillo en la victoria 3:2 del Bayern de Múnich II sobre el Preußen Münster en la 3. Bundesliga. El 20 de ese mismo mes debutaría con el primer equipo del Bayern de Múnich en la victoria 3:1 ante el S. C. Friburgo en la 1. Bundesliga, convirtiéndose así en el futbolista más joven del club en debutar con el primer equipo.
Desde el inicio de la temporada 2020-21 estuvo en dinámica del primer equipo, firmando en marzo de 2021 su primer contrato profesional hasta 2026. Un año después de dicha firma, también se convirtió en el jugador más joven en la historia del club en alcanzar los cincuenta partidos en la 1. Bundesliga.
El 30 de octubre de 2024, en el partido de la Copa de Alemania ante el Mainz 05, consiguió el primer triplete de su carrera en la victoria por 0-4.
El 5 de julio de 2025, sufrió una fractura de peroné y algunos ligamentos dañados tras chocar con el portero del Paris Saint-Germain, Gianluigi Donnarumma, durante los cuartos de final de la Copa Mundial de Clubes de la FIFA 2025, lo que le valió varias críticas al arquero italiano y se espera que se pierda gran parte de la temporada venidera del futbol alemán.

## Selección nacional
A los 13 años debutó con la selección sub-15 de Inglaterra y siguió representando al país en la categoría sub-16. Posteriormente, en octubre de 2018, realizaría dos apariciones para la selección sub-16 de Alemania, su país natal. Desde entonces, participó en ocho oportunidades con la selección sub-17 de Inglaterra, teniendo la posibilidad de representar a cualquiera de los países.
En febrero de 2021 anunció su decisión de jugar con Alemania en categoría absoluta, siendo convocado por primera vez en marzo para el inicio de la fase de clasificación para el Mundial de 2022. Debutó el día 25 de ese mismo mes en el triunfo germano por 3-0 ante Islandia.
Fue convocado para participar en la Eurocopa 2020. Debutó en el torneo en el último encuentro de la fase de grupos ante Hungría y de este modo se convirtió, con 18 años y 117 días, en el alemán más joven en jugar en una Eurocopa o Mundial.

### Participaciones en Copas del Mundo
| Mundial           | Sede  | Resultado    | Partidos | Goles |
| ----------------- | ----- | ------------ | -------- | ----- |
| Copa Mundial 2022 | Catar | Primera fase | 3        | 0     |

### Participaciones en Eurocopas
| Copa          | Sede     | Resultado        | Partidos | Goles |
| ------------- | -------- | ---------------- | -------- | ----- |
| Eurocopa 2020 | Europa   | Octavos de final | 2        | 0     |
| Eurocopa 2024 | Alemania | Cuartos de final | 5        | 3     |

### Goles internacionales
| N.º | Fecha                   | Estadio                                                                    | Rival                | Gol | Resultado | Competición                         |
| --- | ----------------------- | -------------------------------------------------------------------------- | -------------------- | --- | --------- | ----------------------------------- |
| 1   | 11 de octubre de 2021   | Toše Proeski Arena, Skopie, Macedonia del Norte                            | Macedonia del Norte  | 0-4 | 0-4       | Clasificación Mundial 2022          |
| 2   | 14 de octubre de 2023   | Pratt & Whitney Stadium at Rentschler Field, East Hartford, Estados Unidos | Estados Unidos       | 1-3 | 1-3       | Amistoso                            |
| 3   | 14 de junio de 2024     | Allianz Arena, Múnich, Alemania                                            | Escocia              | 2-0 | 5-1       | Eurocopa 2024                       |
| 4   | 19 de junio de 2024     | MHPArena, Stuttgart, Alemania                                              | Hungría              | 1-0 | 2-0       | Eurocopa 2024                       |
| 5   | 29 de junio de 2024     | Signal Iduna Park, Dortmund, Alemania                                      | Dinamarca            | 2-0 | 2-0       | Eurocopa 2024                       |
| 6   | 7 de septiembre de 2024 | Merkur Spiel-Arena, Düsseldorf, Alemania                                   | Hungría              | 2-0 | 5-0       | Liga de Naciones de la UEFA 2024-25 |
| 7   | 16 de noviembre de 2024 | Europa-Park Stadion, Friburgo, Alemania                                    | Bosnia y Herzegovina | 1-0 | 7-0       | Liga de Naciones de la UEFA 2024-25 |
| 8   | 23 de marzo de 2025     | Signal Iduna Park, Dortmund, Alemania                                      | Italia               | 2-0 | 3-3       | Liga de Naciones de la UEFA 2024-25 |

## Estadísticas

### Clubes
Actualizado al último partido disputado el 5 de julio de 2025.
| Club | Div.          | Temporada     | Liga  | Liga  | Liga   | Copas nacionales(1) | Copas nacionales(1) | Copas nacionales(1) | Copas internacionales(2) | Copas internacionales(2) | Copas internacionales(2) | Total | Total | Total  |
| Club | Div.          | Temporada     | Part. | Goles | Asist. | Part.               | Goles               | Asist.              | Part.                    | Goles                    | Asist.                   | Part. | Goles | Asist. |
| --- | ------------- | ------------- | ----- | ----- | ------ | ------------------- | ------------------- | ------------------- | ------------------------ | ------------------------ | ------------------------ | ----- | ----- | ------ |
| Bayern de Múnich II · Alemania | 3.ª           | 2019-20       | 8     | 2     | 0      | —                   | —                   | —                   | —                        | —                        | —                        | 8     | 2     | 0      |
| Bayern de Múnich II · Alemania | 3.ª           | 2020-21       | 2     | 0     | 0      | —                   | —                   | —                   | —                        | —                        | —                        | 2     | 0     | 0      |
| Bayern de Múnich II · Alemania | Total club    | Total club    | 10    | 2     | 0      | 0                   | 0                   | 0                   | 0                        | 0                        | 0                        | 10    | 2     | 0      |
| Bayern de Múnich · Alemania | 1.ª           | 2019-20       | 1     | 0     | 0      | 0                   | 0                   | 0                   | 0                        | 0                        | 0                        | 1     | 0     | 0      |
| Bayern de Múnich · Alemania | 1.ª           | 2020-21       | 26    | 6     | 1      | 3                   | 0                   | 0                   | 8                        | 1                        | 0                        | 37    | 7     | 1      |
| Bayern de Múnich · Alemania | 1.ª           | 2021-22       | 30    | 5     | 5      | 2                   | 2                   | 0                   | 8                        | 1                        | 0                        | 40    | 8     | 5      |
| Bayern de Múnich · Alemania | 1.ª           | 2022-23       | 33    | 12    | 10     | 5                   | 4                   | 1                   | 9                        | 0                        | 2                        | 47    | 16    | 13     |
| Bayern de Múnich · Alemania | 1.ª           | 2023-24       | 24    | 10    | 6      | 3                   | 0                   | 0                   | 11                       | 2                        | 1                        | 38    | 12    | 7      |
| Bayern de Múnich · Alemania | 1.ª           | 2024-25       | 25    | 12    | 2      | 3                   | 3                   | 0                   | 16                       | 6                        | 3                        | 44    | 21    | 5      |
| Bayern de Múnich · Alemania | Total club    | Total club    | 139   | 45    | 24     | 16                  | 9                   | 1                   | 52                       | 10                       | 6                        | 207   | 64    | 31     |
| Total carrera | Total carrera | Total carrera | 149   | 47    | 24     | 16                  | 9                   | 1                   | 52                       | 10                       | 6                        | 217   | 66    | 31     |
| (1) Incluye datos de Supercopa de Alemania y Copa de Alemania. (2) Incluye datos de Liga de Campeones de la UEFA y Copa Mundial de Clubes de la FIFA. |               |               |       |       |        |                     |                     |                     |                          |                          |                          |       |       |        |

### Hat-tricks
| 1 | 30 de octubre de 2024 | Mewa Arena, Maguncia    | 1. F.S.V. Mainz 05 - Bayern de Múnich |  | 0 - 4  | Copa de Alemania 2024-25               |
| 2 | 15 de junio de 2025   | TQL Stadium, Cincinnati | Bayern de Múnich - Auckland City      |  | 10 - 0 | Copa Mundial de Clubes de la FIFA 2025 |

## Palmarés

### Títulos nacionales
| Título                | Club             | País     | Año     |
| --------------------- | ---------------- | -------- | ------- |
| 1. Bundesliga         | Bayern de Múnich | Alemania | 2019-20 |
| Supercopa de Alemania | Bayern de Múnich | Alemania | 2020    |
| 1. Bundesliga         | Bayern de Múnich | Alemania | 2020-21 |
| Supercopa de Alemania | Bayern de Múnich | Alemania | 2021    |
| 1. Bundesliga         | Bayern de Múnich | Alemania | 2021-22 |
| Supercopa de Alemania | Bayern de Múnich | Alemania | 2022    |
| 1. Bundesliga         | Bayern de Múnich | Alemania | 2022-23 |
| 1. Bundesliga         | Bayern de Múnich | Alemania | 2024-25 |

### Títulos internacionales
| Título                       | Club             | Sede     | Año     |
| ---------------------------- | ---------------- | -------- | ------- |
| Liga de Campeones de la UEFA | Bayern de Múnich | Lisboa   | 2019-20 |
| Supercopa de Europa          | Bayern de Múnich | Budapest | 2020    |
| Mundial de Clubes            | Bayern de Múnich | Catar    | 2020    |

### Distinciones individuales
| Distinción                                                      | Año  |
| --------------------------------------------------------------- | ---- |
| Parte de los 100 mejores jugadores del mundo según The Guardian | 2022 |
| Máximo goleador de la Eurocopa                                  | 2024 |